# Diego Ortiz de Zárate y Mendieta
Diego Ortiz de Zárate y Mendieta o bien Diego de Zárate Mendieta y nacido como Diego de Mendieta y Zárate o simplemente como Diego de Mendieta (La Plata de la Nueva Toledo, Charcas del Virreinato del Perú, ca. 1542-Corona de España, después de 1578) fue un conquistador español y gobernador interino del Río de la Plata y del Paraguay desde 1576 hasta 1577.

## Biografía
Diego Ortiz de Zárate y Mendieta había nacido hacia 1542 en la ciudad de La Plata de la Nueva Toledo de la tenencia de gobierno de Charcas que formaba parte del Virreinato del Perú, siendo hijo de su homónimo Diego de Mendieta y sobrino de Juan Ortiz de Zárate.
Su padre y el tío Juan habían viajado a la Sudamérica española en la expedición de Hernando Pizarro en 1534, llegando al Perú al año siguiente adonde este último fuera nombrado teniente de gobernador general del Cuzco, y dichos hermanos junto a otros parientes terminarían avecindándose en Charcas y en donde harían una gran fortuna.
Por disposición de su tío Juan Ortiz de Zárate, adelantado del Río de la Plata, fue nombrado interinamente como gobernador, capitán general, justicia mayor y alguacil mayor de la Nueva Andalucía rioplatense, el 29 de enero de 1576.
Meses después de asumir, el 23 de junio del corriente, dictó un bando por el cual la ciudad fundada por Juan de Garay debería llamarse en adelante «Santa Fe de Luyando», imponiendo una pena de 200 pesos oro para la Cámara de su Majestad al que contraviniese su mandato.
Muy pronto la paz de la ciudad fundada en 1573 iba a ser alterada, al decidir Diego Ortiz de Zárate y Mendieta partir de Asunción, capital de la provincia, para visitar el territorio de su mando.
A poco de estar, su mal proceder y los abusos cometidos le granjearon la enemistad de los santafesinos, que organizaron en 1577 la primera revolución para derrocarlo. Forzado por la voluntad del pueblo, tuvo que renunciar al gobierno del Paraguay y Río de la Plata ante las autoridades santafesinas el 3 de mayo del mismo año, quienes lo remitieron detenido a España.
La orden había tenido su principio de ejecución en Santa Fe, según se advierte en las actas del Cabildo, hasta 1578, en que desaparece.